# Специализированные ОС
Специализированные ОС — операционные системы специального назначения. Подобные операционные системы являются противоположностью универсальных ОС и предназначены для управления ресурсами специальных вычислительных машин. Применение таких систем обусловлено невозможностью использования универсальной ОС по соображениям эффективности, надежности, защищенности и т.п., а также вследствие специфики решаемых задач. Зачастую такие системы являются встраиваемыми, т.е. системами, которые должны работать, будучи встроенными непосредственно в устройство, которыми они управляют. К специализированным операционным системам можно отнести: Android, iOS, Windows CE и т.д. 
Программисты, работающие в данных ОС являются квалифицированными специалистами.
Одним из подмножеств операционных систем специального назначения являются операционные системы реального времени. Многие встраиваемые системы требуют, чтобы операционная система, работающая в составе такого программно-аппаратного комплекса, реагировала на внешние события и входные данные в течение некоторого, зачастую очень малого, промежутка времени. Иначе говоря, операционные системы реального времени — это системы, которые способны обеспечить требуемый уровень сервиса в определенный промежуток времени. Примерами являются LynxOS, RTLinux, VxWorks.
DOS (Дисковые Операционные Системы) являются специализированными ОС.
Существуют также специализированные ОС для майнинга..